# 瓦尔茨巴赫塔尔
瓦尔茨巴赫塔尔（德語：Walzbachtal）是德国巴登-符腾堡州的一个市镇。总面积36.69平方公里，总人口9218人，其中男性4467人，女性4751人（2011年12月31日），人口密度251人/平方公里。

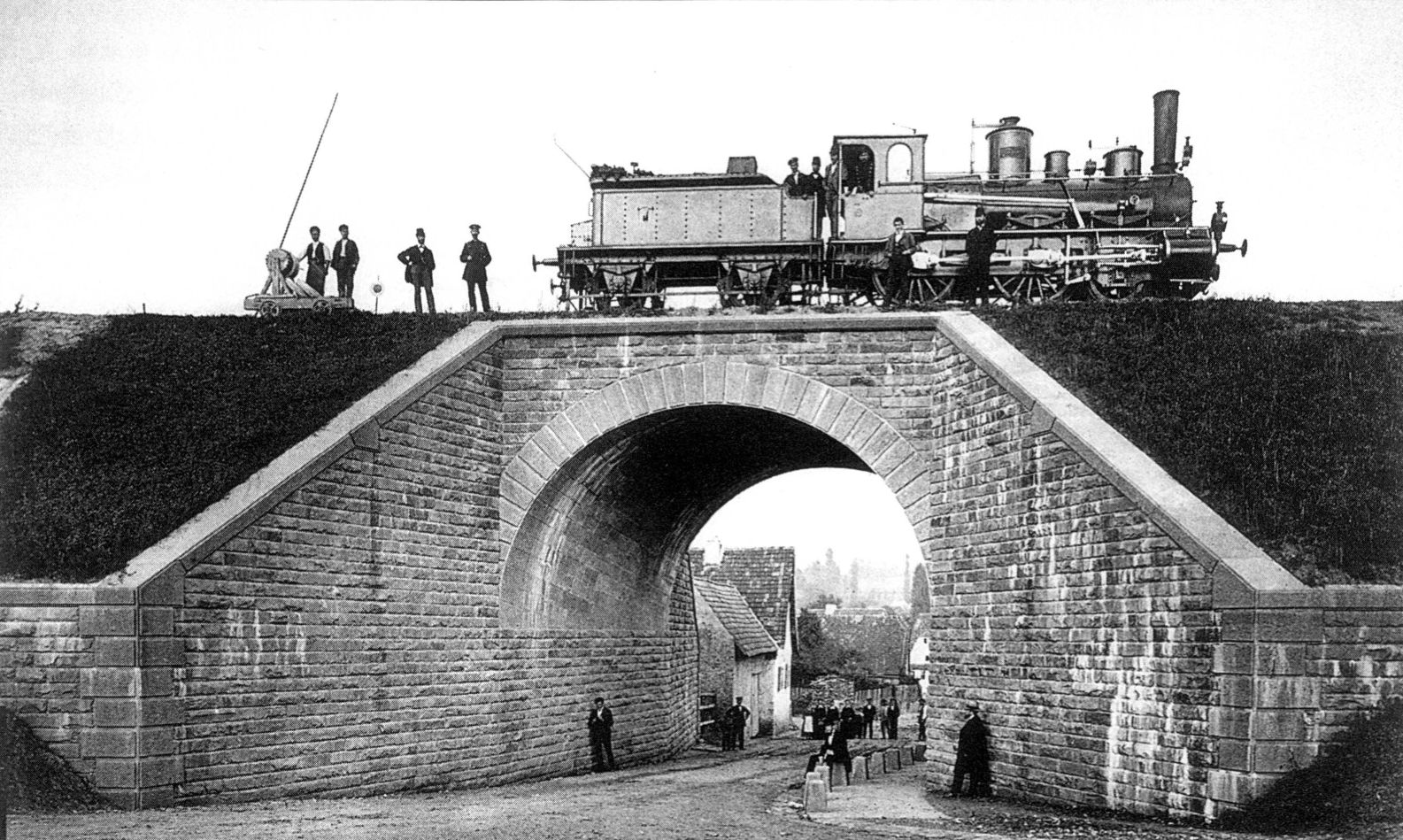
穿越約林根村（瓦爾茨巴赫塔爾前身之一）之克赖希高铁路及道路，攝於1879年

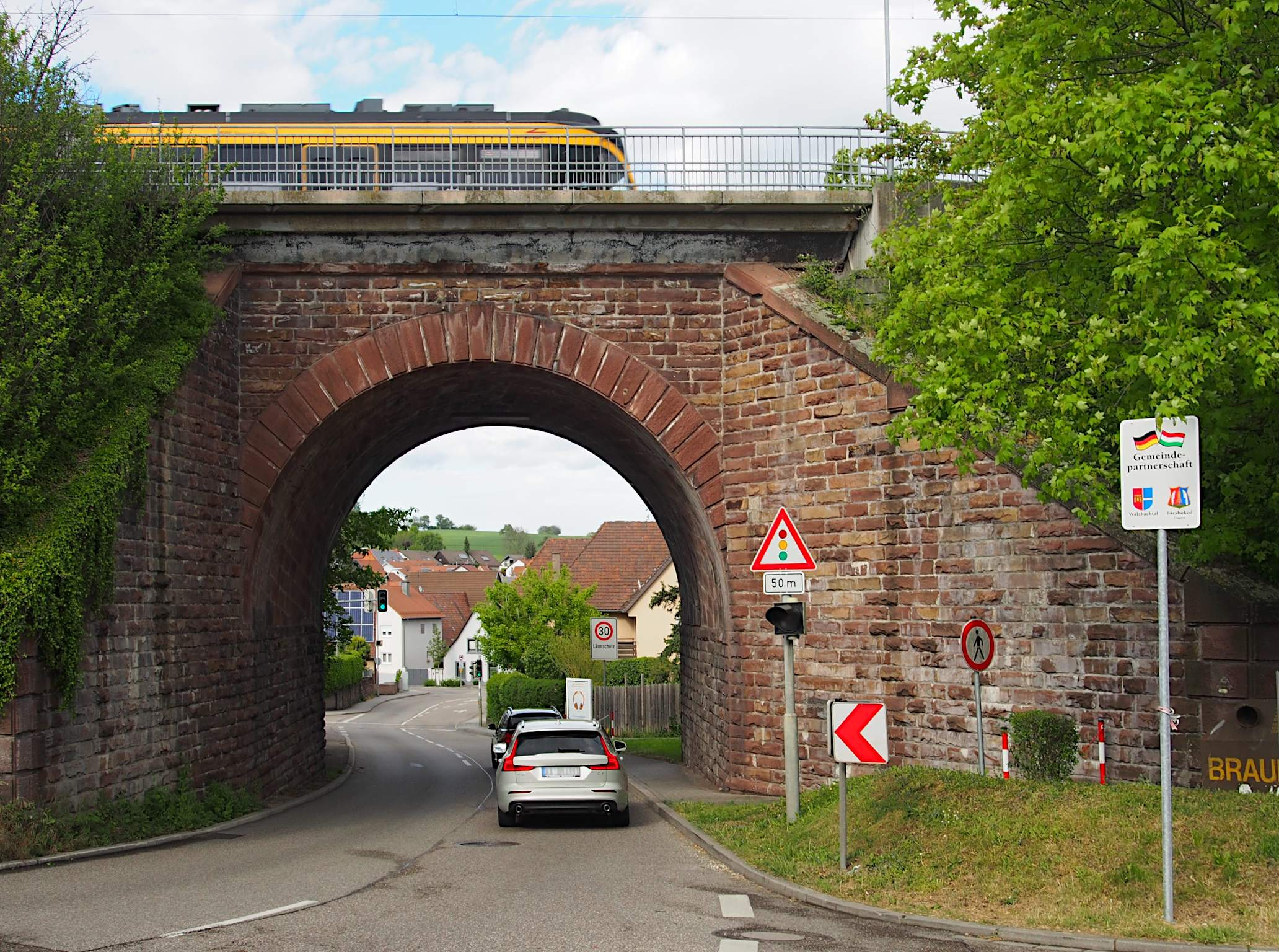
同一地點，攝於2020年